# Dave Rimington
David Brian Rimington (* 22. Mai 1960 in Omaha, Nebraska) ist ein ehemaliger US-amerikanischer American-Football-Spieler auf der Position des Centers. Er spielte für die Cincinnati Bengals und die Philadelphia Eagles in der National Football League (NFL).

## Frühe Jahre
Rimington ging in seiner Geburtsstadt Omaha, Nebraska auf die Highschool. Später besuchte er die University of Nebraska. 1981 und 1982 wurde er in das First Team All-American gewählt. Außerdem gewann er 1981 und 1982 die Outland Trophy. Seine Rückennummer 50 wird beim Collegefootballteam der University, den Nebraska Cornhuskers, nicht mehr vergeben. 1997 wurde er in die College Football Hall of Fame aufgenommen.

## NFL
Rimington wurde im NFL-Draft 1983 in der ersten Runde an 25. Stelle von den Cincinnati Bengals ausgewählt. Er konnte sich sofort als Stammspieler bei den Bengals auf seiner Position etablieren und auch bis 1986 behaupten. Zur Saison 1987 wechselte er zu den Philadelphia Eagles, wo er nach der Saison 1989 seine Spielerkarriere beendete.

## Nach der Spielerkarriere
Im Jahr 2017 war Rimjngton für etwa einen Monat als Interims Athletic Director bei der University of Nebraska tätig.

## Rimington Trophy
Seit dem Jahr 2000 wird die Rimington Trophy jährlich an den besten Center des Landes auf Collegeebene vergeben.